# 側平舉
侧平举是一种针对肩部肌肉的力量训练动作，以三角肌中束为主，同时也能在一定程度上锻炼到肩部的其他肌群。

## 動作
侧平举通常使用哑铃完成，也可以用绳索来完成动作。
- 起始姿势：站立，双臂自然下垂贴近身体两侧，每只手各握一个哑铃。
- 动作过程：
  - 保持手臂伸直或微微弯曲，缓慢向两侧抬起。
  - 双臂在体侧划出四分之一圆弧，直至与地面平行。
  - 保持控制，缓慢将双臂降回起始位置。

## 肌肉使用
如果弧线的轴稍微向前或向后移动，三角肌的其他肌束就会发力 ；如果手臂举起高于水平面，斜方肌也会发力。
重量过重有可能会扭曲运动，刺激冈上肌 ，考虑到肩膀不需要重负荷来发展，因此没有必要使用过重的重量。